# 黄蓉
黄蓉（こう よう、拼音: Huáng Róng）は、金庸の武俠小説『射鵰英雄伝』『神鵰剣俠』に登場する女性主人公。愚直な郭靖に対して、聡明でお転婆という性格。武俠ドラマによく出てくる女俠の代表的存在。

## 性格
聡明で知的。その知略から、諸葛亮にちなんで「女諸葛」との異名で呼ばれる事も多い。同じく頭脳派の父・黄薬師がプライドが高く人をおだてることを苦手とするのとは対照的に、人をおだて、喜ばせた上でいいように動かすことも得意。たとえば、洪七公などは黄蓉のお世辞と料理の腕に負けてしまい、郭靖に降龍十八掌を十五手まで伝授してしまった。
初期は残虐なところもあり、自分たちの安全のため、曲霊風の娘を口封じに殺そうと考えたりもしている。また、人を騙すことにもあまり抵抗がなく、武三通などは黄蓉に騙されてしまったことから、「江南の女は怖い」というトラウマを抱えてしまうことになっている。
ただ、長女である郭芙を甘やかすばかりだったため、子育てには完全に失敗しており、郭芙はわがまま放題の人間に育ってしまった。郭靖が常に譲るため、夫婦の間に喧嘩はなかったが、郭芙の楊過に対する不始末についてはたびたび郭靖と衝突している。反動から、次女の郭襄、長男の郭破虜は郭靖により、厳格にしつけられた。
楊過に対しては楊過の父楊康のこともあり、気を許そうとはしておらず、たびたび郭靖と衝突している。だが、楊過を愚直なまでに信じきる郭靖と、楊過をまったく信じていない自分とを比較して、自分の人を見る目は郭靖にかなわない、と発言したこともある。

## 生涯
郭靖と初対面のときは、薄汚い乞食の姿で登場。そんな自分にも優しくしてくれた郭靖に愛情を持つ。燕京で再会したときは、見違える美少女として登場。郭靖にチンギス・ハーンが決めた許婚のコジン姫、郭靖の親同士が決めてしまった楊鉄心の義理の娘（穆念慈）との婚約、また自身の父・黄薬師の反対という数々の障害を乗り越え、後に郭靖と結婚。1男2女をもうける。
続編『神鵰剣俠』でも郭靖とともに引き続き登場。郭靖を助け、襄陽の防衛にかなりの功績をあげ、また射雕英雄伝同様第19代丐幇幇主を務めており、江湖の尊敬を集めている。反面、私生活においては、愛娘の郭芙を溺愛し甘やかし過ぎており、引き取った楊過に冷たくあたったりとマイナス面が目立つ。楊過への対応は一貫するものとは言えず、楊過に助けられるたびに楊過を認めようともするのだが、信じきれずに再び疑心暗鬼になるという悪循環に陥っている。
なお、射鵰三部作の最終作にあたる『倚天屠龍記』において、倚天剣・屠龍刀という武器が登場するが、これは黄蓉が来るべきモンゴルを撃破する日のため、楊過の所持していた玄鉄剣を材料に作らせたもの。この二つの武器は単体でも恐ろしい威力を発揮するが、真の価値はむしろ倚天剣には武術の最高峰、九陰真経が、屠龍刀には岳飛が異民族を倒す軍略を余すところなく記した「武穆遺書」の入手につながるということ。
モンゴル軍によって襄陽が陥落した際、夫の郭靖、長男の郭破虜とともに死亡したと伝えられている。

## 家系図
|        |        |        |        | 郭盛   |        |        |        |        |        |      |      |      |      |      |      |      |      |      |      |        |        |        |        |        |        |        |        |        |        |      |      |      |      |
|        |        |        |        |        |        |        |        |        |        |      |      |      |      |      |      |      |      |      |      |        |        |        |        |        |        |        |        |        |        |      |      |      |      |
|        |        |        |        |        |        |        |        |        |        |      |      |      |      |      |      |      |      |      |      |        |        |        |        |        |        |        |        |        |        |      |      |      |      |
|        |        |        |        | 郭嘯天 | 郭嘯天 | 郭嘯天 | 郭嘯天 | 郭嘯天 | 郭嘯天 |      |      | 李萍 | 李萍 | 李萍 | 李萍 | 李萍 | 李萍 |      |      | 黄薬師 | 黄薬師 | 黄薬師 | 黄薬師 | 黄薬師 | 黄薬師 |        |        | 馮衡   | 馮衡   | 馮衡 | 馮衡 | 馮衡 | 馮衡 |
|        |        |        |        | 郭嘯天 | 郭嘯天 | 郭嘯天 | 郭嘯天 | 郭嘯天 | 郭嘯天 |      |      | 李萍 | 李萍 | 李萍 | 李萍 | 李萍 | 李萍 |      |      | 黄薬師 | 黄薬師 | 黄薬師 | 黄薬師 | 黄薬師 | 黄薬師 |        |        | 馮衡   | 馮衡   | 馮衡 | 馮衡 | 馮衡 | 馮衡 |
|        |        |        |        |        |        |        |        |        |        |      |      |      |      |      |      |      |      |      |      |        |        |        |        |        |        |        |        |        |        |      |      |      |      |
|        |        |        |        |        |        |        |        | 郭靖   | 郭靖   | 郭靖 | 郭靖 | 郭靖 | 郭靖 |      |      |      |      |      |      |        |        |        |        | 黄蓉   | 黄蓉   | 黄蓉   | 黄蓉   | 黄蓉   | 黄蓉   |      |      |      |      |
|        |        |        |        |        |        |        |        | 郭靖   | 郭靖   | 郭靖 | 郭靖 | 郭靖 | 郭靖 |      |      |      |      |      |      |        |        |        |        | 黄蓉   | 黄蓉   | 黄蓉   | 黄蓉   | 黄蓉   | 黄蓉   |      |      |      |      |
|        |        |        |        |        |        |        |        |        |        |      |      |      |      |      |      |      |      |      |      |        |        |        |        |        |        |        |        |        |        |      |      |      |      |
|        |        |        |        |        |        |        |        |        |        |      |      |      |      |      |      |      |      |      |      |        |        |        |        |        |        |        |        |        |        |      |      |      |      |
| 耶律斉 | 耶律斉 | 耶律斉 | 耶律斉 | 耶律斉 | 耶律斉 |        |        | 郭芙   | 郭芙   | 郭芙 | 郭芙 | 郭芙 | 郭芙 |      |      | 郭襄 | 郭襄 | 郭襄 | 郭襄 | 郭襄   | 郭襄   |        |        | 郭破虜 | 郭破虜 | 郭破虜 | 郭破虜 | 郭破虜 | 郭破虜 |      |      |      |      |
| 耶律斉 | 耶律斉 | 耶律斉 | 耶律斉 | 耶律斉 | 耶律斉 |        |        | 郭芙   | 郭芙   | 郭芙 | 郭芙 | 郭芙 | 郭芙 |      |      | 郭襄 | 郭襄 | 郭襄 | 郭襄 | 郭襄   | 郭襄   |        |        | 郭破虜 | 郭破虜 | 郭破虜 | 郭破虜 | 郭破虜 | 郭破虜 |      |      |      |      |

## 演じた女優
映画
- 容小意：『射鵰英雄伝』 1958年
- 恬妞：『射鵰英雄伝』 1977年、1978年、1981年
- 陳恵瑜：『神鵰侠侶』 1960年
- 黄淑儀：『神鵰侠侶』 1982年
- リュー・シュエホア： 『レスリー・チャンの神鳥英雄伝』 1982年
- リン・イェンジョウ： 『レジェンド・オブ・ドラゴンテイマー 降龍十八掌』 2021年
- 莊達菲： 『射雕英雄伝：侠之大者』 2025年

テレビドラマ
『射鵰英雄伝』
- 米雪：『射鵰英雄伝』 佳芸電視 香港 1976年
- 翁美玲：『射鵰英雄伝』 TVB 香港 1983年
- 陳玉蓮：『射鵰英雄伝：華山論剣』 中国電視公司（CTV） 台湾 1988年
- アテナ・チュー：『射鵰英雄伝之九陰真経』 TVB 香港 1994年
- ジョウ・シュン：『射鵰英雄伝』 中央電視台（CCTV） 中国 2003年
- アリエル・リン：『射鵰英雄伝』 香港 2008年
- リー・イートン：『射鵰英雄伝 レジェンド・オブ・ヒーロー』 中国 2017年

『神鵰剣俠』
- 米雪：『神鵰俠侶』 佳芸電視 香港 1976年
- 欧陽佩珊：『神鵰俠侶』 無綫電視（TVB） 香港 1984年
- 沈海蓉：『神鵰俠侶』 台湾中視（CTV） 1984年
- 魏秋樺：『神鵰俠侶』 TVB 香港 1995年
- 何詠芳：『神鵰俠侶』 メディアコープ シンガポール 1998年
- 夏文汐：『神鵰俠侶』 台湾テレビ（TTV） 台湾 1998年
- コン・リン： 『神鵰侠侶』  中央電視台（CCTV） 中国 2006年

アニメ
- 沈小蘭（日本語吹替え：唐沢潤）：『神鵰侠侶 コンドルヒーロー』 2003年

## その他
王蓉（ワン・ロン）が『我不是黄蓉』（私は黄蓉じゃない）というポップソングを歌っている。「黄蓉」は中華圏ではメジャーな存在。